# Teltower Kreisschiffahrt
Die Teltower Kreisschiffahrt  war ein Fahrgastschifffahrtsunternehmen, deren Geschäftsstelle sich im damaligen Neubabelsberg befand. Das Unternehmen entwickelte sich zur zweitgrößten Reederei auf den märkischen Wasserstraßen vor dem Ersten Weltkrieg und beeinflusste maßgeblich die Entwicklung der Personenschifffahrt im Potsdamer Raum.

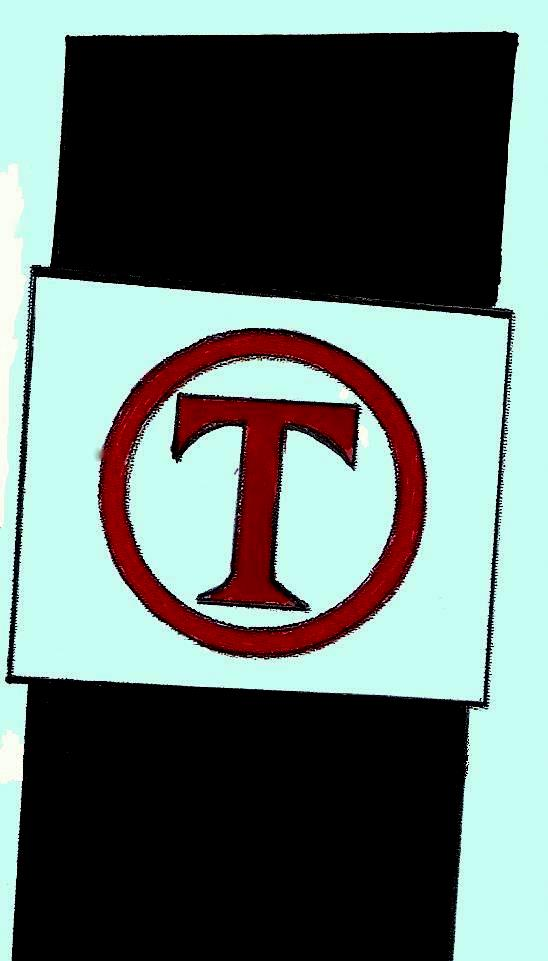
Schornsteinmarke der Reederei

## Vorgeschichte
Der Ursprung dieser Reederei geht zurück in die 1870er Jahre. Mit der Gründung der Villenkolonie Neubabelsberg 1871 am Griebnitzsee entstand der Bedarf einer Personenbeförderung auf dem See zwischen der neuen Bahnstation der Wannseebahn und Neubabelsberg. Die Architekten Ende und Böckmann äußerten den Wunsch nach einer fahrplanmäßigen Verbindung auf dem Gewässer durch einen kleinen Dampfer. Die Bearbeitung des Genehmigungsantrages verzögerte sich und erst 1874 willigte der Kaiser Wilhelm I. ein. Zwei Jahre später nahm der von der Dresdner Maschinenfabrik gebaute Dampfer Babelsberg seinen Liniendienst auf. Die gerade gegründete Neu-Babelsberger Terraingesellschaft richtete eine weitere Linie auf der Havel von Klein-Glienicke in Richtung Moorlake und Nedlitz ein.

## Entwicklung mit der Eröffnung des Teltowkanals
Mit dem Bau des Teltowkanals von 1900 bis 1906 und der sich daraus ergebenden neuen Fahrtmöglichkeiten und Routenführungen etablierte sich das neue Unternehmen, die Teltower Kreisschiffahrt. Nach einem Beschluss des Teltower Kreistages vom 30. März 1903 erwarb sie als Grundausstattung und Startkapital die vier Schiffe der Neu-Babelsberger Terraingesellschaft, die auf dem Griebnitzsee und der Havel verkehrten. Mit der Einweihung des Teltowkanals am 2. Juni 1906 durch Kaiser Wilhelm II. und der dadurch entstandenen Schaffung einer Kanalverbindung zwischen dem Griebnitzsee und dem Wannsee durch den Prinz-Friedrich-Leopold-Kanal, konnte als neue Streckenführung die Linie vom Großen Wannsee über Neubabelsberg nach Potsdam zu den Anlegern an der Langen Brücke eröffnet werden. Sie führte mit dem passieren des Kleinen Wannsee, dem Pohlesee und dem Stölpchensee durch eine reizvolle Landschaft und ermöglichte eine Rundfahrt durch die Glienicker Brücke über den Jungfernsee vorbei an der Pfaueninsel zurück nach Wannsee.
Die neue Reederei fand regen Zuspruch. 1906 fuhren über 300.000 Fahrgäste mit der Teltower Kreisschiffahrt, was dazu führte, dass die vorhandenen Kapazitäten nicht mehr ausreichten und die vorhandene Flotte erweitert werden musste. Mehrere Motorboote wurden angeschafft und vier Doppelschraubendampfschiffe in Auftrag gegeben.
Die Teltower Kreisschiffahrt  musste sich in ihrer Fahrtaktivität vorerst auf die Havel und die westlichen Abschnitte des Teltowkanals beschränken. Bei dem Vorhaben, das Fahrtgebiet weiter nach Osten auf der künstlichen Wasserstraße in Richtung Spree bis in den Müggelsee und Dahme bis nach Grünau und Schmöckwitz auszuweiten, hatten die Schiffe besondere Voraussetzungen zu erfüllen. Infolge höherer Geschwindigkeit bei Personendampfern mussten die nachteiligen Auswirkungen auf die Uferbefestigung und die Kanalsohle so gering wie möglich gehalten werden. Eine Rauchbelästigung der Anwohner des Teltowkanals sollte ausgeschlossen werden. Die Schiffe durften nur mit sogenannter rauchloser Feuerung betrieben werden. Unter Einbeziehung einer Versuchsanstalt für Wasser- und Schiffbau und intensiven Studien wurde mit der renommierten Werft der Gebrüder Sachsenberg in Roßlau an der Elbe ein völlig neuer Schiffstyp entwickelt, der als Teltower Igel bekannt wurde. Diese neuen Schiffe hatten keinen für die Dampfschiffe typischen geraden Steven, sondern einen sogenannten Löffelbug. Angetrieben wurden sie von je zwei Petroleummotoren mit zusammen 100 PS. Bis zum Ausbruch des Ersten Weltkrieges wurden vier Schiffe, die Teltow, die Tempelhof, die Neukölln und die Wilmersdorf bestellt. Jedes der Schiffe hatte eine Passagierkapazität von maximal 550 Personen. Die Reederei verfügte 1914 über neun Dampfschiffe und dreizehn motorgetriebene Wasserfahrzeuge. Sie hatten zusammen eine Platzkapazität von über 4500 Personen. Im Haupteinsatzgebiet, dem westlichen Teltowkanal und der Havel zwischen Wannsee und Potsdam, wurden fahrplanmäßig sechs Linien bedient. Weiterhin wurden preisgünstige Sonderfahrten in östliche Richtung bis zum Müggelsee und nach Rauchfangswerder zum Zeuthener See angeboten.

## Nach dem Ersten Weltkrieg
Der Erste Weltkrieg brachte erhebliche Einbußen für die märkische Fahrgastschifffahrt. Der erhoffte Nachkriegsaufschwung blieb aus. Es herrschte Inflation und Geld für Vergnügungsfahrten auf Havel und Spree war nicht vorhanden. Besonders schwierig gestaltete sich das Überleben für die großen Unternehmen. Um auf den attraktiven Routen auf der Havel einigermaßen gewinnbringend zu fahren, richteten die beiden großen Reedereien, die Stern-Gesellschaft und die Teltower Kreisschiffahrt, im Jahr 1922 einen Gemeinschaftsdienst ein. Im Potsdamer Gebiet firmierte man das erste Mal unter dem Namen Stern und Kreisschiffahrt. Der wirtschaftliche Erfolg hielt sich in Grenzen und so wurde der Gemeinschaftsdienst ab dem 1. April 1928 auf alle Linien in Berlin und Umgebung ausgedehnt. Weitere Einbußen brachte die Ende 1929 auch über Deutschland hereinbrechende Weltwirtschaftskrise. In den Sog des wirtschaftlichen Niederganges geriet im November 1932 auch die Stern-Gesellschaft. Sie musste Konkurs anmelden. Im Sommer 1934 erwarb die Teltow-Kanal AG alle Schiffe und ab sofort firmierte man unter dem Namen Stern und Kreisschiffahrt. Das neue Unternehmen besaß 26 Dampfschiffe, 10 Motorschiffe und 12 Motorboote. Die Geschäftsstellen der Reederei befanden sich in Potsdam an der Langen Brücke und in Neubabelsberg an der Parkbrücke zu Kleinglienicke.

## Nach 1945
Mit der Währungsreform 1948 und der Gründung der beiden deutschen Staaten 1949 wurde die Stern und Kreisschiffahrt, wie zuvor schon andere Unternehmen in der damaligen sowjetischen Besatzungszone enteignet. Das Unternehmen zog sich in die damaligen Berliner Westsektoren zurück und entwickelte sich dort zu einem großen Fahrgastschifffahrtsunternehmen.

## Trivia
Die Berliner nannten das Reedereizeichen der Teltower Kreisschiffahrt auch „Tee mit etwas Rum“, denn die Schornsteinmarke bestand aus dem großen lateinischen Buchstaben T in einem Kreis „drumrum“.